# Maison Ikkoku
Maison Ikkoku (jap. めぞん一刻 Mezon Ikkoku) – manga autorstwa Rumiko Takahashi, publikowana na łamach magazynu „Big Comic Spirits” wydawnictwa Shōgakukan od listopada 1980 do kwietnia 1987. Całość została zebrana w 15 tomach.
Manga została zaadaptowana na 96-odcinkowy telewizyjny serial anime stworzony przez Studio Deen, który był emitowany w stacji Fuji TV od marca 1986 do marca 1988. Telewizyjny film anime, zatytułowany Maison Ikkoku: Kanketsu-hen, został wydany w lutym 1988. Na podstawie mangi powstał także film live action wyprodukowany przez Toei Company, którego premiera odbyła się w październiku 1986.
Seria rozeszła się w nakładzie ponad 25 milionów egzemplarzy, co czyni ją jedną z najlepiej sprzedających się mang w historii.

## Fabuła
Yusaku Godai, niedoszły student mieszkający w apartamentowcu Ikkoku, nieustannie oblewa egzaminy wstępne na uczelnię. Przyczyniają się do tego jego współlokatorzy, którzy nieustannie mu przeszkadzają i urządzają w jego pokoju imprezy. Pewnego dnia do Ikkoku przyjeżdża nowa zarządczyni, młoda wdowa imieniem Kyoko Otonashi, w której Godai zakochuje się od pierwszego wejrzenia. Z pomocą Kyoko udaje mu się zdać egzaminy. Teraz Godai spodziewa się, że będzie mógł oświadczyć się Kyoko, gdy zdobędzie dyplom uniwersytecki i dobrą pracę. Jednak Kyoko nie zapomniała jeszcze o swoim zmarłym mężu i nie chce myśleć o ponownym małżeństwie.

## Bohaterowie
- Yusaku Godai (jap. 五代 裕作 Godai Yūsaku)

Seiyū: Issei Futamata 
- Kyoko Otonashi (jap. 音無 響子 Otonashi Kyōko)

Seiyū: Sumi Shimamoto 
- Hanae Ichinose (jap. 一の瀬 花枝 Ichinose Hanae)

Seiyū: Kazuyo Aoki 
- Yotsuya (jap. 四谷)

Seiyū: Shigeru Chiba 
- Akemi Roppongi (jap. 六本木 朱美 Roppongi Akemi)

Seiyū: Yūko Mita 
- Kentaro Ichinose (jap. 一の瀬 賢太郎 Ichinose Kentarō)

Seiyū: Chika Sakamoto 
- Pan Ichinose (jap. 一の瀬氏 Ichinose-shi)

Seiyū: Minoru Yada 
- Nozomi Nikaido (jap. 二階堂 望 Nikaidō Nozomi)

Seiyū: Ryō Horikawa 
- Zenzaburo Mitsukoshi (jap. 三越 善三郎 Mitsukoshi Zenzaburō)

Seiyū: Katsunosuke Hori 
- Shun Mitaka (jap. 三鷹 瞬 Mitaka Shun)

Seiyū: Akira Kamiya 
- Kozue Nanao (jap. 七尾 こずえ Nanao Kozue)

Seiyū: Miina Tominaga 
- Asuna Kujo (jap. 九条 明日菜 Kujō Asuna)

Seiyū: Hiromi Tsuru 
- Ibuki Yagami (jap. 八神 いぶき Yagami Ibuki)

Seiyū: Yuriko Fuchizaki 
- Soichiro Otonashi (jap. 音無 惣一郎 Otonashi Sōichirō)

Seiyū: Hideyuki Tanaka 
- Ikuko Otonashi (jap. 音無 郁子 Otonashi Ikuko)

Seiyū: Mayumi Shō 
- Yukari Godai (jap. 五代 ゆかり Godai Yukari)

Seiyū: Hisako Kyōda 
- Pan Chigusa (jap. 千草氏 Chigusa-ji)

Seiyū: Kōsei Tomita 
- Ritsuko Chigusa (jap. 千草律子 Chigusa Ritsuko)

Seiyū: Minori Matsushima 
- Właściciel Chachamaru (jap. 茶々丸のマスター Chachamaru no masutā)

Seiyū: Norio Wakamoto 
- Sakamoto (jap. 坂本)

Seiyū: Toshio Furukawa 
- Sayoko Kuroki (jap. 黒木 小夜子 Kuroki Sayoko)

Seiyū: Saeko Shimazu 
- Iioka (jap. 飯岡)

Seiyū: Kei Tomiyama 

## Produkcja
Takahashi stworzyła Maison Ikkoku jako historię miłosną, która mogłaby się wydarzyć w prawdziwym świecie. Początkowo chciała rozpocząć serię skupiając się wyłącznie na związku Kyoko i Godaia, a następnie włączyć innych lokatorów, aby rozegrać „ludzki dramat”, ale stwierdziła, że historia miłosna pochłonęła ją bardziej i przejęła kontrolę. Od jakiegoś czasu chciała stworzyć opowieść o apartamentowcu, ponieważ kiedy podczas studiów mieszkała w Nagano, za jej mieszkaniem znajdował się inny podupadły budynek mieszkalny. Dziwne działania ludzi tam mieszkających posłużyły jako inspiracja.
Katsuya Shirai, redaktor naczelny „Big Comic Spirits”, zwerbował Takahashi do nowo powstającego magazynu z seinen-mangą. Soichiro Suzuki, trzeci redaktor Takahashi przy pracy nad Maison Ikkoku, począwszy od ósmego lub dziewiątego rozdziału, wyjaśnił, że obecność młodej, wschodzącej artystki przyciągnęła dużą uwagę do nowego magazynu. Suzuki powiedział również, że Takahashi w nowej serii zdecydowała się na gatunek komedii romantycznej ze względu na grupę starszych czytelników magazynu, ale zauważył, że na początku manga nadal miała gagowy charakter Urusei Yatsury. Według zarówno Shiraia, jak i Suzukiego, Maison Ikkoku było popularne od samego początku.
Takahashi tworzyła Maison Ikkoku jednocześnie z wydawaną co tydzień Urusei Yatsurą. Częstotliwość ukazywania się nowszej mangi zmieniała się wraz z częstotliwością wydawania „Big Comic Spirits”. Początkowo magazyn był miesięcznikiem, po sześciu miesiącach został zamieniony w dwumiesięcznik, a w 1986 roku stał się tygodnikiem. W jednym z wywiadów Takahashi stwierdziła, że zwykle potrzebowała dwóch dni na stworzenie historii i narysowanie wstępnych szkiców, a ich dokończenie zajmowało jedną noc. Miała wówczas miała trzy asystentki, odmawiając zatrudniania mężczyzn, żeby ich nie rozpraszać. Według Suzuki, liczba ta wzrosła do pięciu, gdy seria zaczęła ukazywać się co tydzień. Tytuł mangi wykorzystuje francuskie słowo maison („dom”) i można go przetłumaczyć jako „Dom jednej chwili”. Historia rozgrywa się na przestrzeni sześciu lat, co odpowiada w przybliżeniu okresowi publikacji serii.

## Manga
Seria ukazywała się w magazynie „Big Comic Spirits” między 15 listopada 1980 a 20 kwietnia 1987. Jej 162 rozdziały zostały zebrane w 15 tankōbonach, wydawanych nakładem wydawnictwa Shōgakukan od 1 maja 1982 do 1 lipca 1987. Od tego czasu seria została ponownie wydana w kilku różnych edycjach. 10-tomowa edycja wide-ban została wydana między 30 lipca 1992 a 1 czerwca 1993, 10-tomowa wersja bunkoban ukazywała się od 5 grudnia 1996 do 17 kwietnia 1997. Od 27 kwietnia do 30 października 2007 wydawana była również edycja shinsōban
| Nr | Data wydania (język japoński) | ISBN (język japoński) |
| -- | ----------------------------- | --------------------- |
| 1  | 1 maja 1982                   | ISBN 4-09-180451-9    |
| 2  | 1 lipca 1982                  | ISBN 4-09-180452-7    |
| 3  | 1 maja 1983                   | ISBN 4-09-180453-5    |
| 4  | 1 czerwca 1983                | ISBN 4-09-180454-3    |
| 5  | 1 stycznia 1984               | ISBN 4-09-180455-1    |
| 6  | 1 czerwca 1984                | ISBN 4-09-180456-X    |
| 7  | 1 września 1984               | ISBN 4-09-180457-8    |
| 8  | 1 lutego 1985                 | ISBN 4-09-180458-6    |
| 9  | 1 września 1985               | ISBN 4-09-180459-4    |
| 10 | 1 maja 1986                   | ISBN 4-09-180460-8    |
| 11 | 1 lipca 1986                  | ISBN 4-09-180891-3    |
| 12 | 1 października 1986           | ISBN 4-09-180892-1    |
| 13 | 1 lutego 1987                 | ISBN 4-09-180893-X    |
| 14 | 1 czerwca 1987                | ISBN 4-09-180894-8    |
| 15 | 1 lipca 1987                  | ISBN 4-09-180895-6    |

## Anime
Manga została zaadaptowana na 96-odcinkowy telewizyjny serial anime stworzony przez Studio Deen. Był emitowany na antenie Fuji TV od 26 marca 1986 do 2 marca 1988. Pierwsze 26 odcinków wyreżyserował Kazuo Yamazaki, reżyserem odcinków od 27 do 52 był Takashi Anno, natomiast pozostałych Naoyuki Yoshinaga. Za produkcję odpowiadał zespół, który wcześniej pracował nad adaptacją wcześniejszej mangi Takahashi, Urusei Yatsura.
Film kinowy, zatytułowany Maison Ikkoku: Kanketsu-hen, został wydany przez Tōhō 6 lutego 1988. W Polsce produkcja ukazała się nakładem Anime Virtual.

## Film live action
Film live action na podstawie mangi został wydany 10 października 1986  przez Toei Company. Produkcja została wyreżyserowana przez Shin’ichirō Sawaia na podstawie scenariusza Yōzō Tanaki. W filmie wystąpili Mariko Ishihara jako Kyoko Otonashi, Ken Ishiguro jako Yusaku Godai i Masatō Ibu jako Yotsuya.